# Thryssocypris tonlesapensis
Thryssocypris tonlesapensis är en fiskart som beskrevs av Roberts och Kottelat, 1984. Thryssocypris tonlesapensis ingår i släktet Thryssocypris och familjen karpfiskar. IUCN kategoriserar arten globalt som livskraftig. Inga underarter finns listade i Catalogue of Life.